# Georg Schubert (Bildhauer)

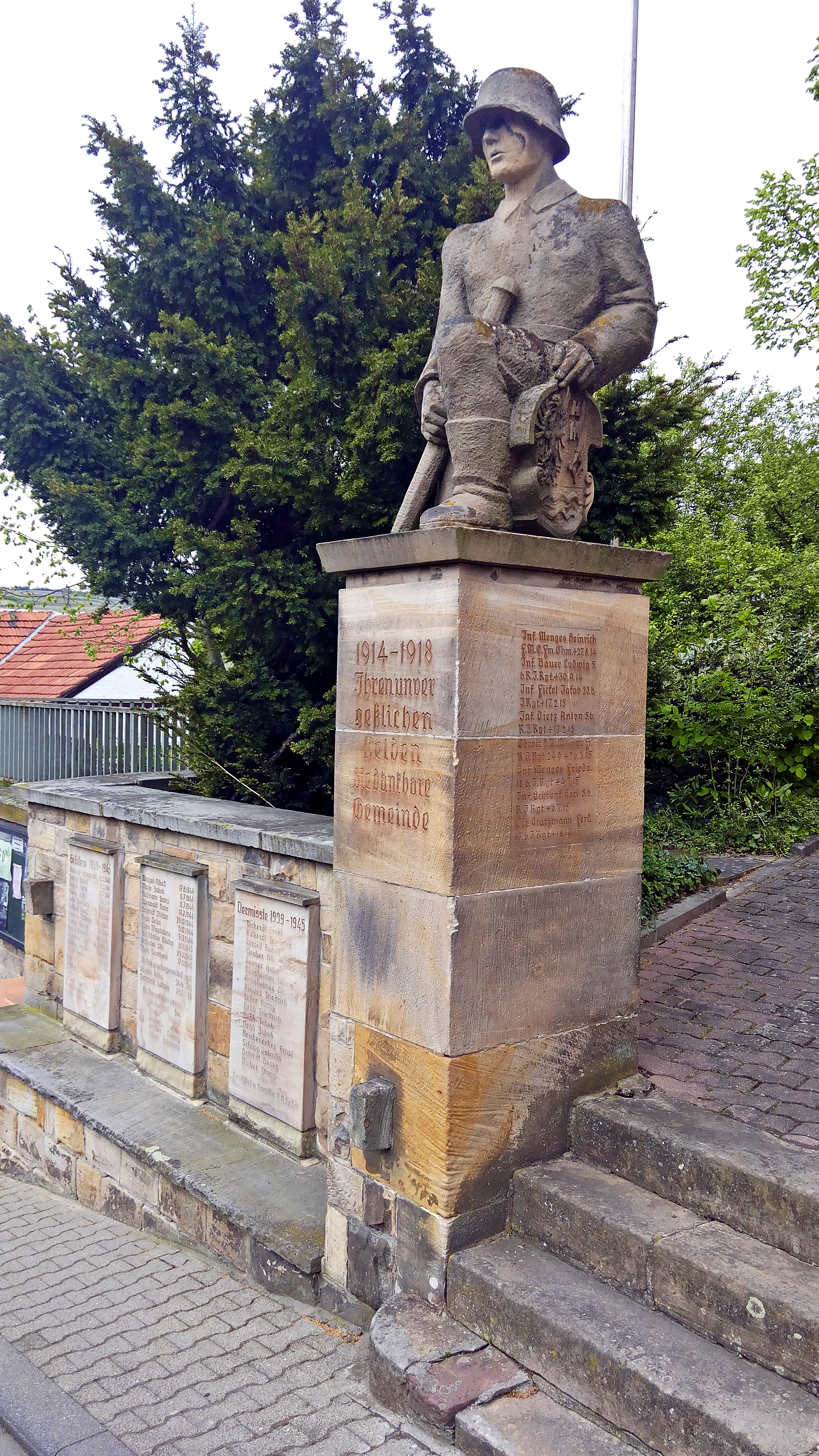
Kriegerdenkmal Grünstadt-Asselheim

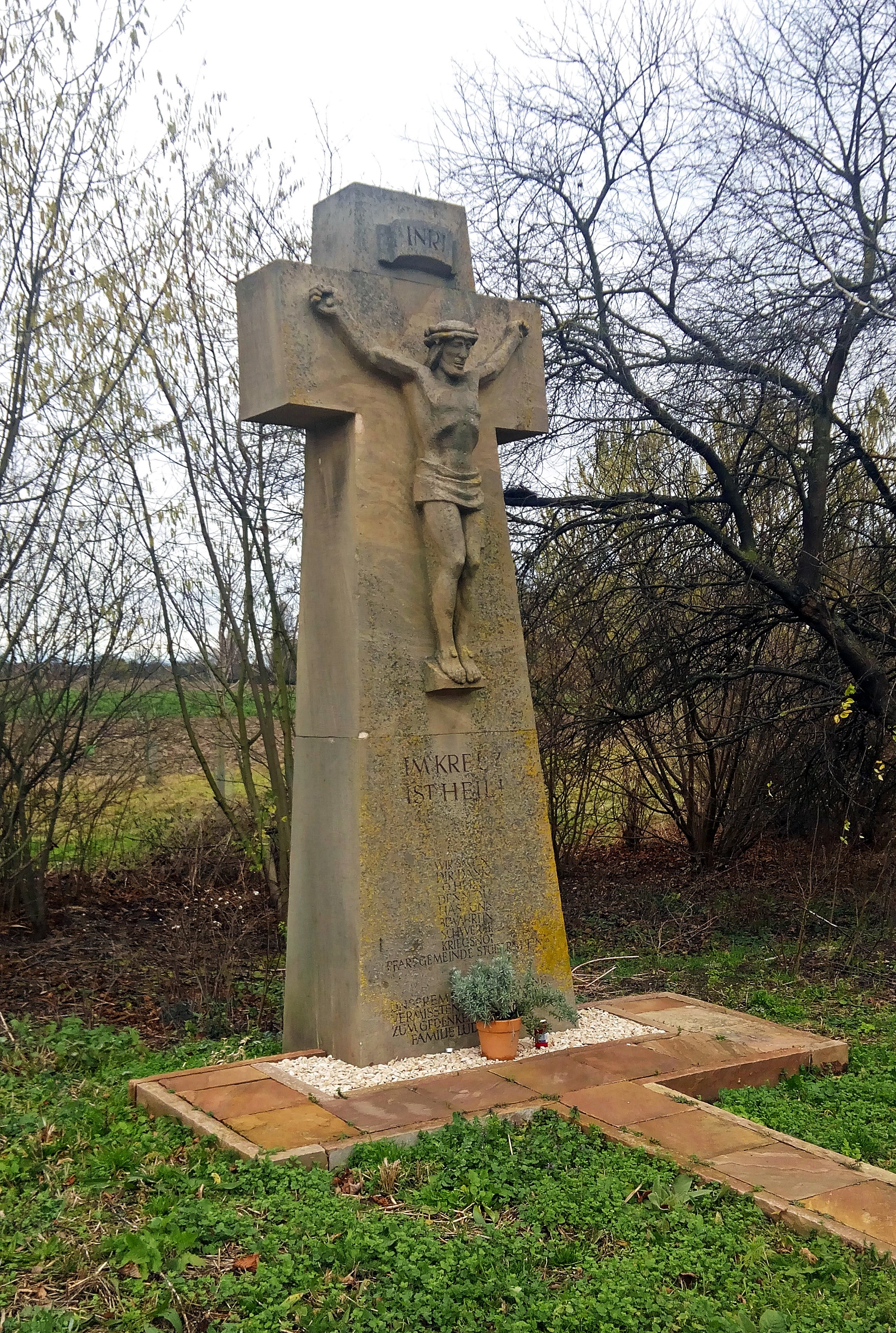
Gelöbniskreuz Frankenthal-Studernheim, 1953

Georg Schubert, auch Georg Schubert-Blümling (* 8. Mai 1899, in Landeshut/Schlesien, heute Kamienna Góra; † 1968) war ein in Frankenthal lebender, deutscher Bildhauer.

## Leben und Wirken
Schubert studierte ab 1923 an der Kunst- und Gewerbeschule Breslau, danach an der Kunstgewerbeschule München.
Er ehelichte Maria Blümling aus einer alteingesessenen Frankenthaler Bildhauerwerkstatt und führte von da ab den Doppelnamen Schubert-Blümling. Im pfälzischen Frankenthal fertigte er vornehmlich qualitative Grabmäler, aber auch Denkmäler und Gedenksteine im öffentlichen Raum. Seine Frau verstarb 1947. 1948 heiratete Georg Schubert in 2. Ehe seine Bildhauer-Schülerin Verena Andres, mit der er den Betrieb weiterführte und mit der zusammen er verschiedene Projekte verwirklichte, u. a. 1962 das Mahnmal an den Zweiten Weltkrieg, auf dem Frankenthaler Hauptfriedhof. Sie betrieb nach dem Tod ihres Mannes die Bildhauerfirma weiter und wurde selbst eine regional bedeutende Künstlerin.
In Grünstadt-Asselheim schuf Georg Schubert 1932 ein Ehrenmal für die Gefallenen des Ersten Weltkrieges, signiert mit „Gg. Schubert“. Es zeigt einen knienden deutschen Soldaten mit Stahlhelm, der in einer Hand ein Schwert, in der anderen das Wappen von Asselheim hält.
In Zusammenarbeit mit Walter Perron entstand 1936 das monumentale Kriegerdenkmal auf dem Frankenthaler Jahnplatz. Auch die Siegfried-Statue am Strandbad Frankenthal ist eine Arbeit Georg Schuberts, aus den 1930er Jahren.
Östlich von Frankenthal-Studernheim, in der Verlängerung der Oppauer Straße, fertigte Schubert 1953 ein großes Sandstein-Kruzifix. Es ist ein Gelöbniskreuz der katholischen Pfarrgemeinde, falls Studernheim, trotz seiner Nähe zum Industriestandort Ludwigshafen am Rhein, von größeren Kriegsschäden verschont bliebe. Die Christusfigur des Mittelteils hat der Künstler an Ort und Stelle aus dem vollen Stein herausgehauen. Das Werk ist seitlich signiert mit: „Schubert-Blümling, Frankenthal, Fecit“.
In Bobenheim-Roxheim (Ortsteil Bobenheim) gestaltete er 1958 ein Wegkreuz als Kriegerdenkmal 1939/45.
Am Ortsausgang Frankenthal, in Richtung Bobenheim-Roxheim, direkt vor der Auffahrt zur BAB 6, steht ein Gedenkstein mit Berliner Wappen und der Inschrift „Berlin 600 km“. Er wurde durch die Stadtverwaltung Frankenthal am 17. Juni 1964 aufgestellt und stammt ebenfalls von Georg Schubert.

## Galerie

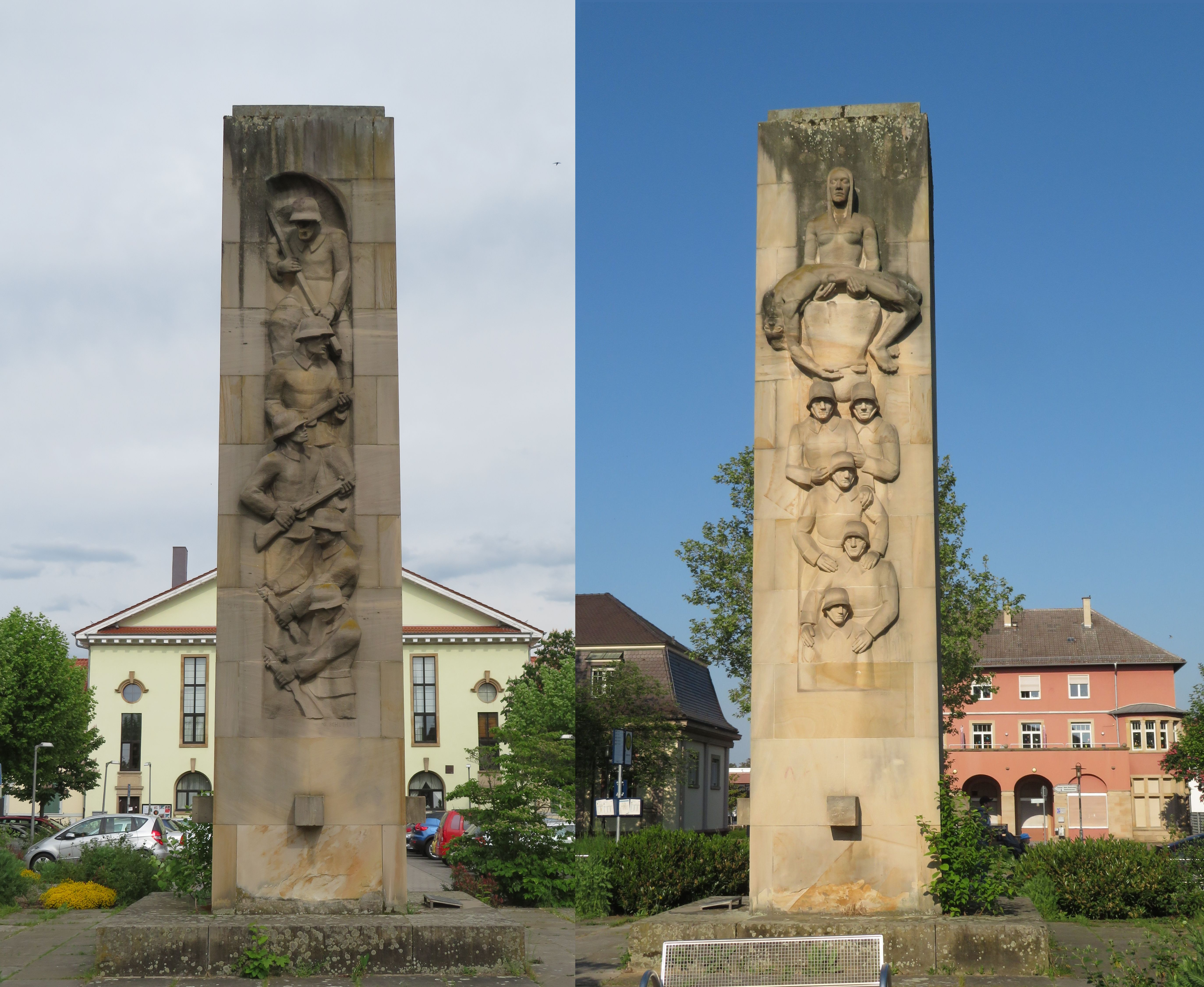
Ost- und Westseite des Kriegerdenkmals, Frankenthal, Jahnplatz
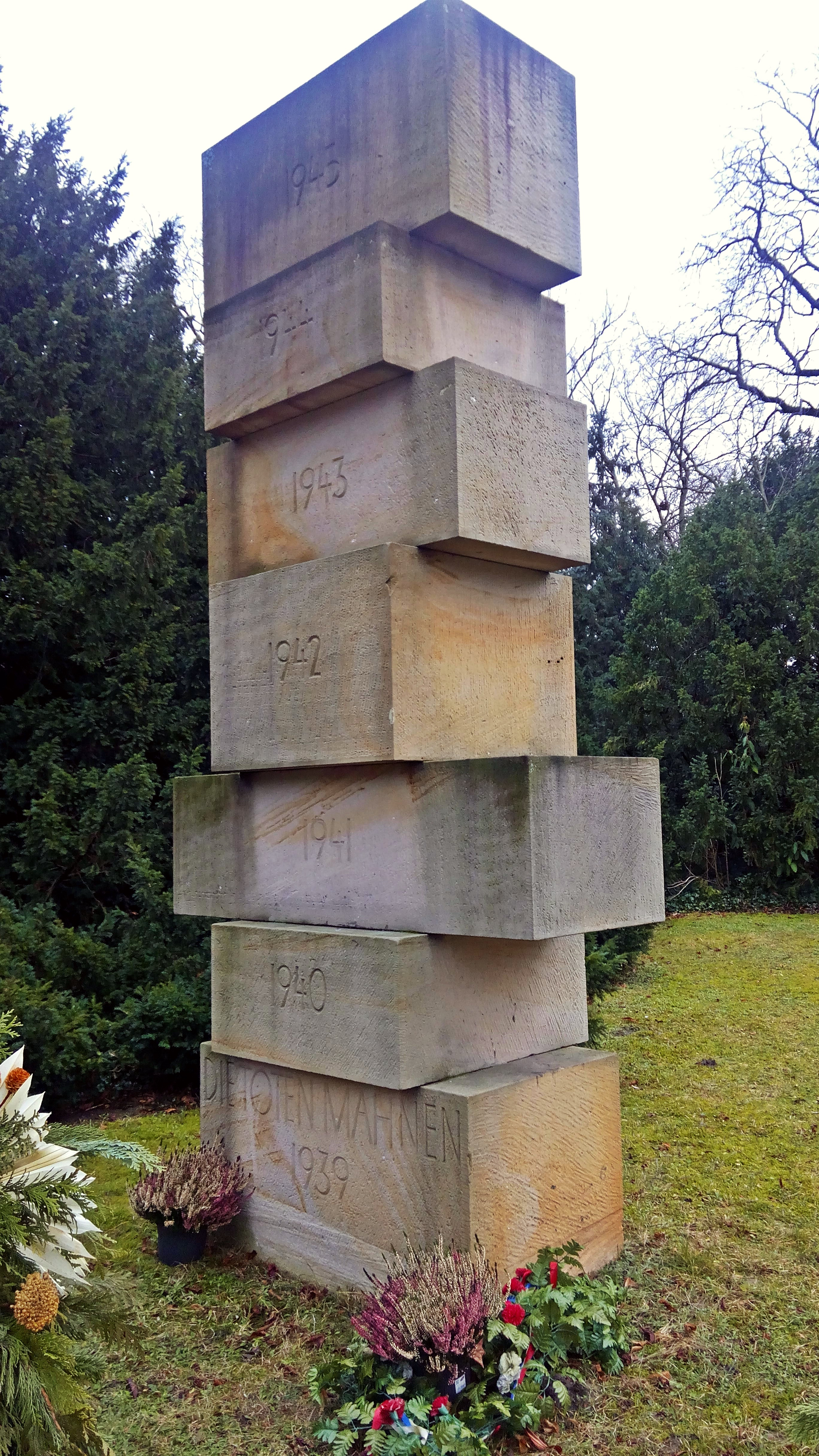
Denkmal 2. Weltkrieg, Hauptfriedhof Frankenthal, 1962
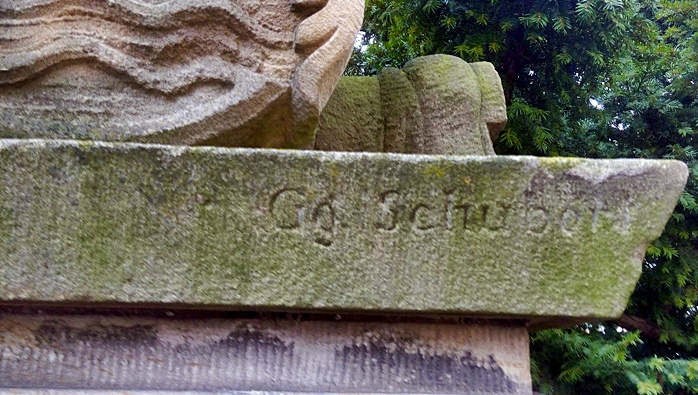
Signatur am Kriegerdenkmal Asselheim
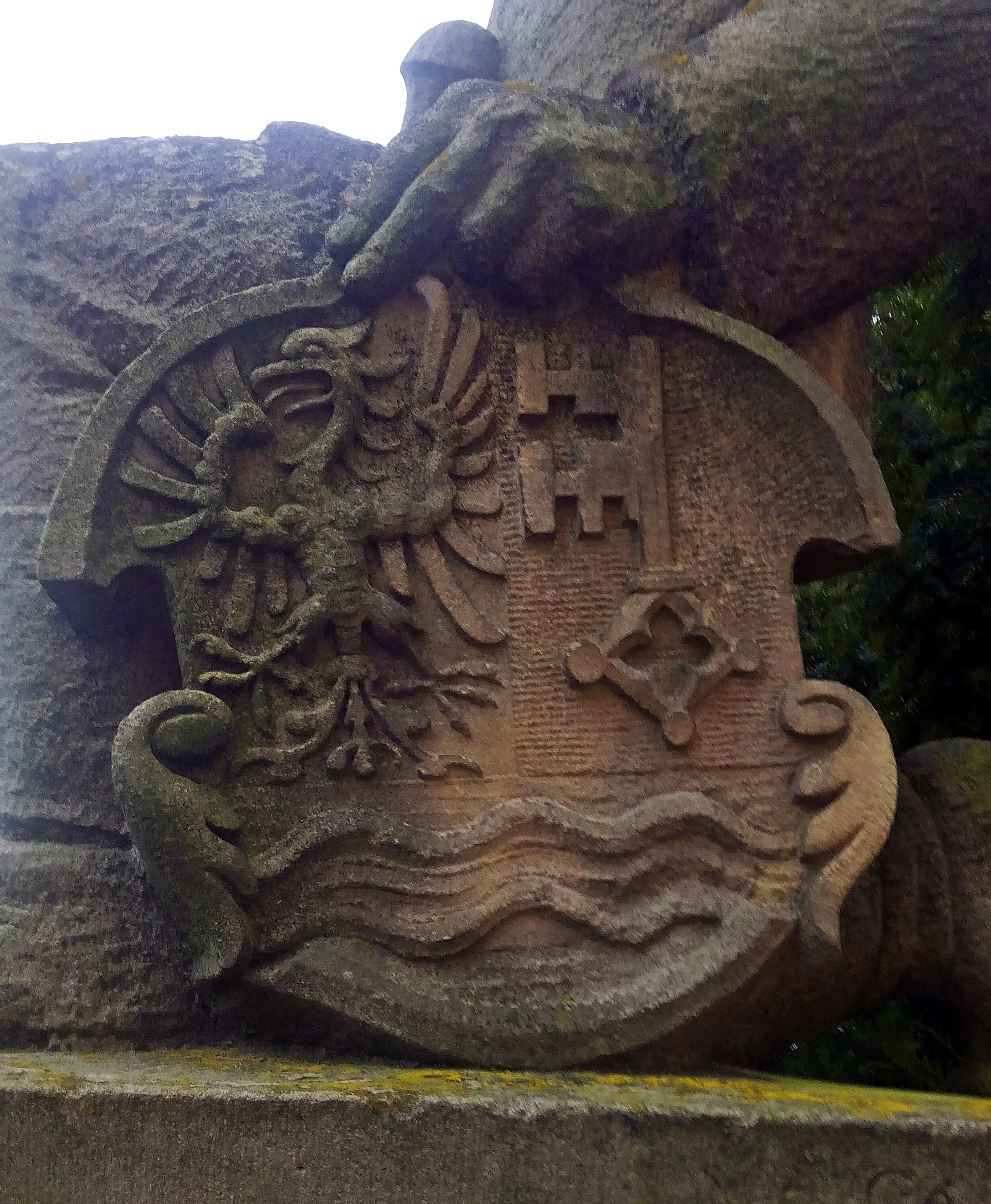
Ortswappen am Kriegerdenkmal Asselheim
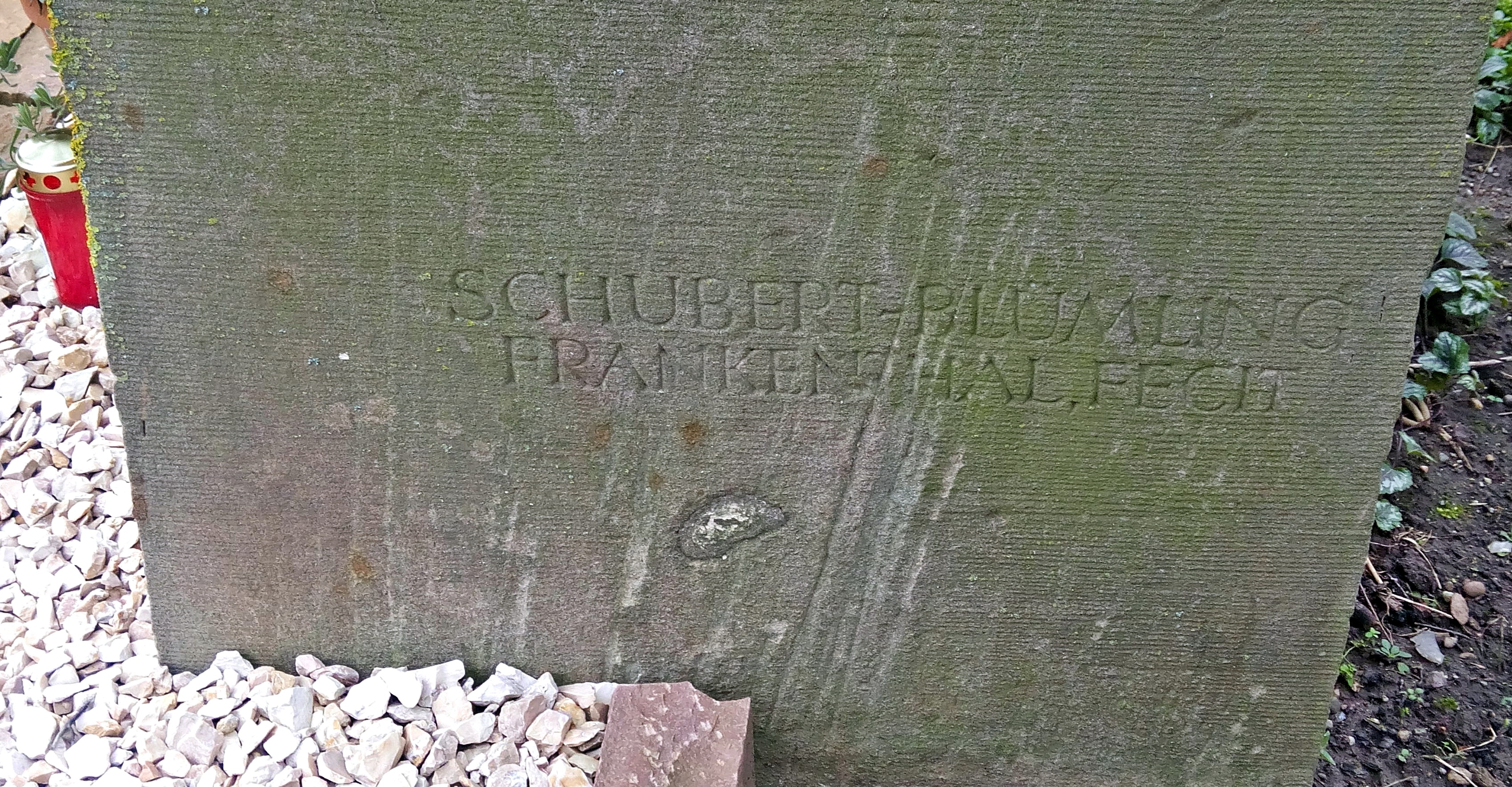
Signatur am Gelöbniskreuz Studernheim
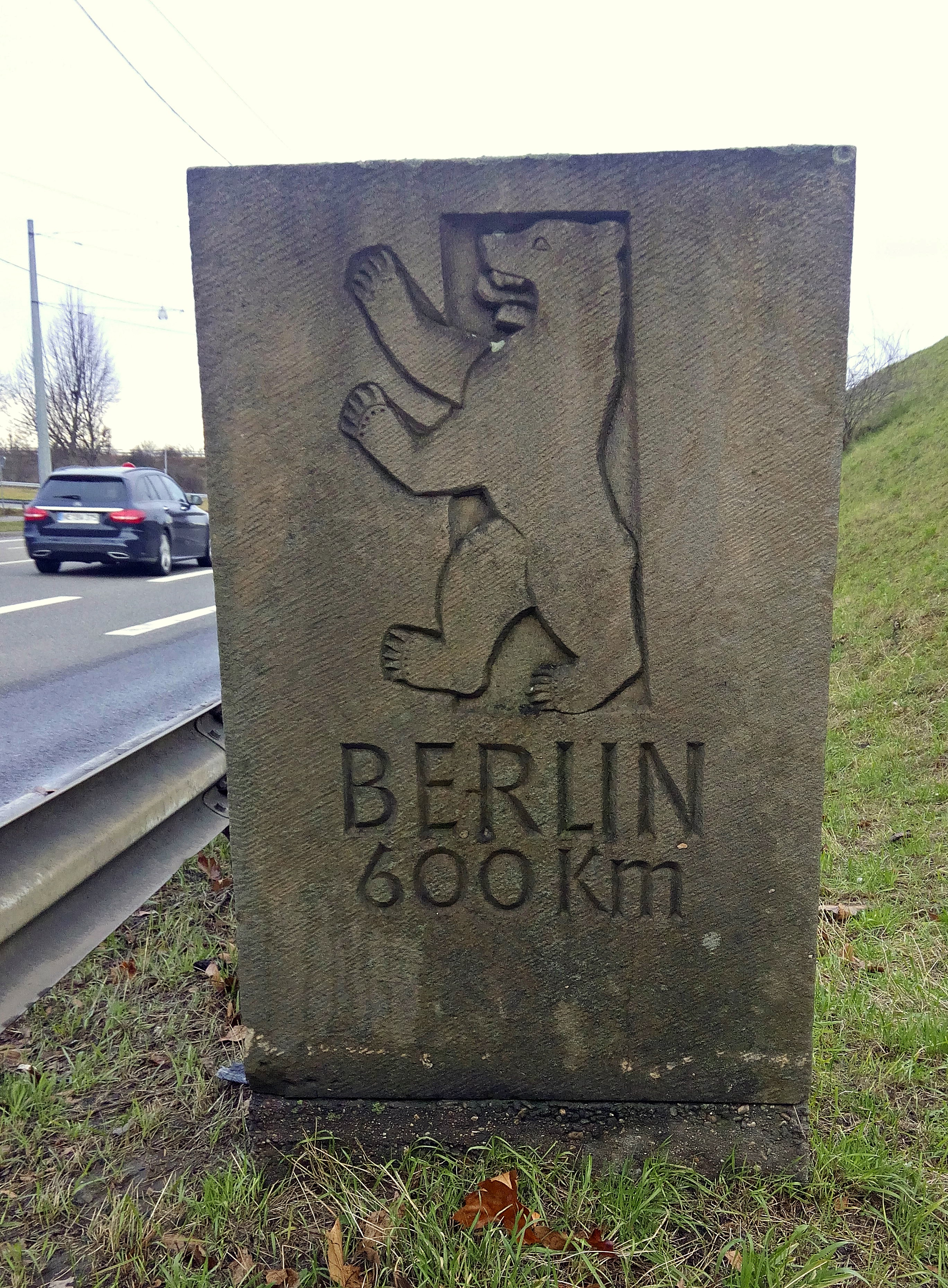
Berlin-Gedenkstein, Frankenthal, 1964